# King Long Jockey
King Long Jockey — малотоннажный грузовой автомобиль, выпускаемый компанией King Long с 2014 года. Является лицензионным клоном Mercedes-Benz W906.

## Описание
Автомобиль King Long Jockey был представлен в Китае в июне 2014 года. Цена автомобиля составляла 236000 юаней. Автомобиль оснащается дизельными двигателями внутреннего сгорания объёмом 2,8 и 2,3 литра.

## Критика
Дизайн автомобиля King Long Jockey вызывает критику со стороны компании Mercedes-Benz, поскольку модель является лицензионным клоном Mercedes-Benz W906. Конкурентами автомобиля являются Higer Paradise и JAC Sunray.